# نيكول غونتير
نيكول غونتير (بالإيطالية: Nicole Gontier)‏ هي لاعبة بياثلون إيطالية ولدت في يوم 17 نوفمبر 1991 في أوستا. أبرز إنجازاتها هو فوزها بميداليتين برونزيتين في بطولة العالم 2013 و2015.